# Свадебный угар
«Свадебный угар» (англ. Mike and Dave Need Wedding Dates) — американская романтическая приключенческая комедия 2016 года, созданная Джейком Зиманским. В Лос-Анджелесе премьера состоялась 30 июня 2016 года, в США — 8 июля.

## Сюжет
Братьям-тусовщикам пришлось каждому найти себе пару, чтобы отправиться на свадьбу сестры. Они даже не подозревают, что выбранные ими девушки намного безбашеннее, чем они сами, и готовы пойти на всё ради развлечений.

## В ролях
| Актёр           | Роль         |
| --------------- | ------------ |
| Зак Эфрон       | Дэйв Стэнгл  |
| Адам Дивайн     | Майк Стэнгл  |
| Анна Кендрик    | Элис         |
| Обри Плаза      | Татьяна      |
| Стивен Рут      | Берт Стэнгл  |
| Стефани Фэраси  | Роузи        |
| Стефани Бирд    | Джини Стэнгл |
| Сэм Ричардсон   | Эрик         |
| Элис Веттерлунд | Терри        |
| Лавелл Кроуфорд | Кит          |
| Мэри Холлэнд    | Бекки        |
| Джейк Джонсон   | Ронни        |
| Венди Уильямс   | камео        |

## Производство

### Кастинг
В январе 2015 года к актёрскому составу присоединился Зак Эфрон, сценаристом был выбран Эндрю Дж. Коэн и Брендан О'Брайен, а продюсерами Питер Чернин, Джонатан Ливайн, Дэвид Рэди и Дженно Топпинг. В январе к актёрскому составу присоединился Адам Дивайн. В апреле 2015 года Обри Плаза и Анна Кендрик присоединились к актёрскому составу. В мае 2015 года к актёрскому составу присоединился Стивен Рут в роли отца Эфрона и Дивайна (Дэйва и Майка). В июне 2015 года к актёрскому составу присоединись Сэм Ричардсон и Элис Веттерлунд.

### Съемки
Съемки фильма начались 25 мая 2015 года и продолжались до 13 августа 2015 года. 2 июня основной состав был замечен на съемках в Оаху, Гавайи. 3 июня Зак Эфрон был замечен на съемках. 11 июня Анна Кендрик была замечена на съемках. 15 июня Эфрон был замечен на съемках с Адамом Дивайном.

## Критика
Фильм получил смешанные отзывы кинокритиков. На сайте Rotten Tomatoes фильм имеет рейтинг 35 % на основе 154 рецензий со средним баллом 4,8 из 10. На сайте Metacritic фильм имеет оценку 51 из 100 на основе 32 рецензий критиков, что соответствует статусу «смешанные или средние отзывы».